# Kroyo Lor
Kroyo Lor is een bestuurslaag in het regentschap Purworejo van de provincie Midden-Java, Indonesië. Kroyo Lor telt 1321 inwoners (volkstelling 2010).